# + (album)
Albums de Ed Sheeran
x
(2014)
Singles
1. The A Team
Sortie : mai 2011
2. You Need Me, I Don't Need You
Sortie : août 2011
3. Lego House
Sortie : novembre 2011
4. Drunk
Sortie : janvier 2012
5. Give me love
Sortie : novembre 2012

+ est le 1er album studio du chanteur britannique Ed Sheeran, sorti en septembre 2011 par le label Asylum Records. Il s'est vendu à 4 millions d'exemplaires dans le monde depuis sa sortie.

## Genèse de l'album

### Contexte
Sheeran commence sa carrière musicale en auto-éditant ses premiers disques. Il est signé par Asylum Records au début de l'année 2011.

### Enregistrement
Ed Sheeran enregistre son album dans un studio appartenant à Jake Gosling, producteur ayant déjà travaillé sur la série de EP auto-édités par le chanteur avant sa signature chez Asylum. Les Sticky Studios sont situés dans le comté du Surrey, dans une ancienne grange reconvertie en studio par Gosling. Le producteur co-signe plusieurs titres de l'album.

### Sortie du disque
Lors de sa sortie, l'album se vend à plus 100 000 exemplaires au Royaume-Uni et entre directement à la 1re place du classement des ventes,. Avec 477 000 exemplaires, il fait partie des dix meilleures ventes de l'année 2011 au Royaume-Uni. En décembre, le disque est certifié double disque de platine par la British Phonographic Industry (BPI), ses ventes ayant atteint les 600 000 exemplaires.
Il a depuis dépassé les 2 millions de ventes au Royaume-Uni, mais aussi plus d'un million aux États-Unis.
Les deux premiers singles enregistrés par le chanteur pour le label Asylum, The A Team et You Need Me, I Don't Need You, sont édités avant l'album, respectivement en mai et août. Ils se classent dans le Top 5 des ventes de singles au Royaume-Uni. The A Team atteint la 3e place et figure dans le classement des meilleures ventes durant 25 semaines, You Need Me se classe 4e et se maintient au hit-parade pendant 10 semaines. Les ventes combinées des deux premiers singles atteignent les 800 000 exemplaires. Un troisième single, Lego House, en est extrait en novembre 2011 et atteint lui aussi le Top 5. Drunk est choisi comme 4e single et sort en janvier 2012. La chanson atteint la 29e place du classement des ventes au Royaume-Uni et permet de relancer l'album, qui retrouve la 1re place 20 semaines après sa sortie.
L'album sort en juin 2012 aux États-Unis et débute en 5e position du Billboard 200. The A Team devient son 1er hit aux États-Unis et atteint la 16e position du Billboard Hot 100. La chanson est nommée aux Grammys Awards en 2013. Le succès du single permet à l'album d'être certifié or aux États-Unis durant l'année de sa sortie. Depuis, l'album est certifié platine, avec 1 million d'album vendus.
La chanson Kiss me est diffusée dans le générique de fin du dixième épisode de la saison 9 de la série Grey's Anatomy, dans un épisode de la saison 1 de Arrow et dans un épisode de la saison 4 de The Vampire Diaries, ainsi que la chanson Give me love.

## Accueil critique
+ reçoit un accueil mitigé de la presse britannique. Alexis Petridis (en), critique musical de l'hebdomadaire The Guardian, estime que l'habileté mélodique constitue le point fort d'Ed Sheeran, mais regrette qu'il ne l'utilise pas de manière plus expérimentale sur son premier album (« Sheeran's strength is his melodic ability […] You can't help wishing he'd put said ability to slightly more edgy use »). Natalie Shaw, de la BBC, considère que le style de Sheeran, qui tente de réconcilier folk et rap, n'est pas encore complètement abouti (« it fails to really gel the man’s loves of folk and rap »). De même, Jon O'Brien de AllMusic pense que le disque échoue à restituer la fusion de genres musicaux qui a fait la réputation du jeune artiste (« But for an artist who has built up a reputation for his inventive fusion of sounds, they are disappointingly back-to-basics affairs which offer little that hasn't been heard before. »). Dans le New Musical Express, Emily Mackay trouve que +, dont le son est « daté et banal » (« The funniest thing is how dated and tame it all sounds »), n'apporte pas d'avancées par rapport au travail des artistes ayant inspiré l'auteur. Dans le journal gratuit Metro, John Lewis écrit que Sheeran donne le meilleur de lui-même lorsqu'il amalgame ballades folk et rythmes hip-hop, mais que la majeure partie de l'album est composée de ballades sans grande personnalité (« Much of this album comprises gloopy, largely anonymous ballads »).

## Liste des pistes
| 1.    | The A Team                       | 4:18 |
| 2.    | Drunk                            | 3:20 |
| 3.    | U. N. I.                         | 3:48 |
| 4.    | Grade 8                          | 2:59 |
| 5.    | Wake Me Up                       | 3:49 |
| 6.    | Small Bump                       | 4:19 |
| 7.    | This                             | 3:15 |
| 8.    | The City                         | 3:54 |
| 9.    | Lego House                       | 3:05 |
| 10.   | You Need Me, I Don't Need You    | 3:40 |
| 11.   | Kiss Me                          | 4:40 |
| 12.   | Give Me Love / The Parting Glass | 8:46 |
| 49:55 |                                  |      |

## Clips vidéos
- The A Team : 22 avril 2010
- You Need Me, I Don't Need You : 19 juillet 2011
- Lego House : 20 octobre 2011
- Drunk : 20 janvier 2012
- Small Bump : 10 mai 2012
- Give Me Love : 9 novembre 2012

## Classement et certifications
| Classement (2011–2012)               | Meilleure position |
| ------------------------------------ | ------------------ |
| Australie Classement album           | 1                  |
| Autriche Classement album            | 21                 |
| BelgiqueClassement album (Flandre)   | 9                  |
| Belgique Classement album (Wallonie) | 38                 |
| Danemark Classement album            | 13                 |
| Pays-Bas Classement album            | 8                  |
| France Classement album              | 44                 |
| Allemagne Classement album           | 12                 |
| Irlande Classement album             | 1                  |
| Nouvelle-Zélande Classement album    | 1                  |
| Norvège Classement album             | 11                 |
| Pologne Classement album             | 40                 |
| Suisse Classement album              | 2                  |
| Royaume-Uni Classement album         | 1                  |

| Pays                   | Certifications |
| ---------------------- | -------------- |
| Australie ARIA         | 6 × Platine    |
| Canada (CRIA)          | 2 × Platine    |
| États-Unis (RIAA)      | Platine        |
| France (SNEP)          | Or             |
| Irlande (IRMA)         | 6 × Platine    |
| Nouvelle-Zélande RIANZ | 5 × Platine    |
| Royaume-Uni BP         | 7 × Platine    |
| Suède (GLF)            | Platine        |